# Уэлш, Робин
Ро́бин Уэ́лш (англ. Robin Welsh; 20 октября 1869, Эдинбург — 21 октября 1934, Эдинбург) — шотландский и британский спортсмен. Как кёрлингист был участником мужской сборной Великобритании, которая выиграла золотые медали на зимних Олимпийских играх 1924 года, став самыми первыми олимпийскими чемпионами по кёрлингу (Робин Уэлш, которому на момент победы на Олимпиаде было 54 года, остается и на настоящее время самым возрастным олимпийским чемпионом зимних Олимпийских игр). В более молодом возрасте, в 1890-х годах, Робин Уэлш выступал на международных соревнованиях за Шотландию в теннисе и регби.

## Достижения
- Зимние Олимпийские игры: золото (1924).

## Команды
| Сезон | Четвёртый      | Третий     | Второй       | Первый          | Запасной                                                       | Турниры  |
| ----- | -------------- | ---------- | ------------ | --------------- | -------------------------------------------------------------- | -------- |
| 1924  | Уильям Джексон | Робин Уэлш | Томас Мюррей | Лоуренс Джексон | Джон Робертсон-Эйкман Джон Маклауд Уильям Браун Делаваль Эстли | ЗОИ 1924 |

(скипы выделены полужирным шрифтом)